# Scopula tersicallis
Scopula tersicallis är en fjärilsart som beskrevs av Louis Beethoven Prout 1929. Scopula tersicallis ingår i släktet Scopula och familjen mätare. Inga underarter finns listade.